# Cheilotrichia (Empeda) divaricata
Cheilotrichia (Empeda) divaricata is een tweevleugelige uit de familie steltmuggen (Limoniidae). De soort komt voor in het Neotropisch gebied.